# Collateral (film)
Collateral är en amerikansk långfilm från 2004, i regi av Michael Mann. I centrala roller syns Tom Cruise, Jamie Foxx, Jada Pinkett Smith och Mark Ruffalo i rollerna.

## Handling
Max (Jamie Foxx) är en vanlig kille som levt ett inrutat liv som taxichaffis i Los Angeles. Under sina 12 år i yrket har han kört många vanliga och ovanliga kunder, men ingen som han tyckt varit värd att lägga på minnet. När Vincent (Tom Cruise) kliver in i bilen förändras allt. Vincent är yrkesmördare, den bäste i sitt gebit. På uppdrag av en knarkkartell har han natten på sig att lokalisera och tysta fem FBI-vittnen som hotar att sätta stopp för brottsyndikatets verksamhet. Genom en oförutsedd händelse tvingas Vincent improvisera och plötsligt har han tagit Max som gisslan. Under några timmar korsas de båda männens öden, ett möte som kommer att förändra deras liv – för alltid.

## Rollista (urval)
| Tom Cruise           | – Vincent                  |
| Jamie Foxx           | – Max                      |
| Jada Pinkett Smith   | – Annie                    |
| Mark Ruffalo         | – Fanning                  |
| Peter Berg           | – Richard Weidner          |
| Bruce McGill         | – Pedrosa                  |
| Irma P. Hall         | – Ida                      |
| Barry Shabaka Henley | – Daniel                   |
| Debi Mazar           | – ung professionell kvinna |
| Javier Bardem        | – Felix                    |
| Jason Statham        | – man på flygplatsen       |

## Produktion och mottagande
Regissören Michael Mann sa i en HBO-filmrecension att Collateral utspelar sig natten mellan 24 och 25 januari 2004 från 18:30 till 05:40 lokal tid. Filmen nominerades till två Oscar en för bästa manlige biroll (Jamie Foxx) och en för bästa klippning (Jim Miller och Paul Rubell).
Collateral filmades av Dion Beebe och Paul Cameron och är den första storfilmen som använder en Viper FilmStream HD Camera.
Jason Statham gör en mycket liten cameoroll i filmens inledning.